# بليسيت

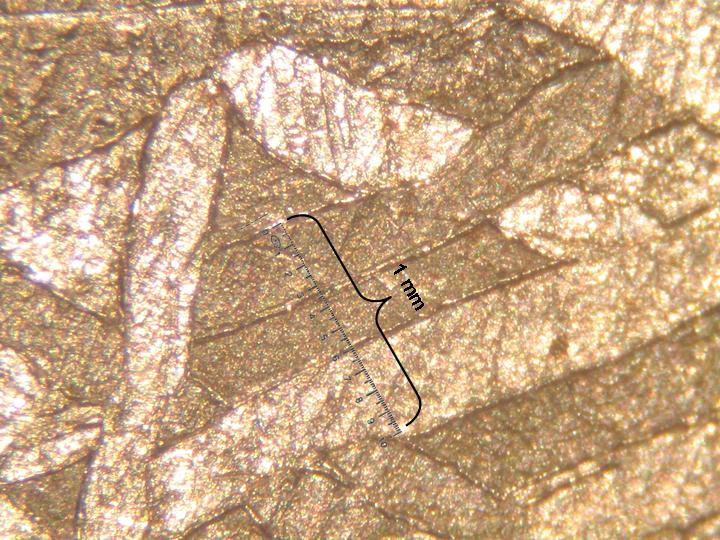
البليسيت هي المادة دقيقة الحبيبات الموجودة بين الطبقات الرقيقة. نيزك حديدي في مدينة كابوسفيرد، المجر.

البليستيت هو نسيج نيزكي يتكون من خليط دقيق الحبيبات من معادن كاماسيت وتاينيت، ويُوجد في النيازك الحديدية ذات البنية الأوكتاهيدريتية. يظهر البليستيت في الفراغات (اسمها مشتق من الكلمة اليونانية "plythos" التي تعني "التعبئة") بين الأشرطة الأكبر من الكاماسيت والتاينيت التي تشكل أنماط ويدمانستاتين.
توجد العديد من أنواع البليستيت التي تختلف في آلية التكوين والشكل. بعض أنواع البليستيت كما وردت في كتاب "النيازك الحديدية" لبوشوالد و"تأملات حول البليستيت" لمساسلكي تشمل:
- البليستيت الشعاعي أو النوع الأول
- البليستيت الأسود أو النوع الثاني
- البليستيت الخلوي أو النوع الثالث
- البليستيت المشطي
- البليستيت الشبكي
- البليستيت اللؤلؤي
- البليستيت الكروي